# Robin DiAngelo
Pour les articles homonymes, voir D'Angelo.
Robin J. DiAngelo, née le 8 septembre 1956, est une sociologue, consultante et militante antiraciste américaine, travaillant essentiellement sur le concept de « blanchité », qu’elle a contribué à forger,. Auparavant, elle a été professeure permanente d'éducation multiculturelle à la Westfield State University (en). Elle est connue pour son travail sur le privilège blanc et, en particulier, sur le concept de « white fragility » (« fragilité blanche »), terme qu’elle a inventé en 2011 et titre de son ouvrage à succès de 2018, traduit en français en 2020 sous le titre Fragilité blanche : ce racisme que les blancs ne voient pas.

## Biographie
Robin DiAngelo est la plus jeune de trois sœurs. Elle grandit dans la pauvreté dans une famille d'origine italo- et euro-américaine. Sa mère meurt d'un cancer alors qu'elle est encore jeune, une expérience qui a profondément façonné son travail et sa vision du monde selon elle.

## Éducation et carrière
DiAngelo reçoit son doctorat en éducation multiculturelle de l'Université de Washington en 2004, avec une thèse intitulée "La blancheur dans le dialogue racial : une analyse du discours". Le comité de thèse était présidé par James A. Banks (en).
En 2007, elle a rejoint la faculté de la Westfield State University ; où elle est par la suite nommée professeure titulaire d'éducation multiculturelle en 2014. Par la suite, elle démissionne de son poste à Westfield. Depuis, elle enseigne à temps partiel à la School of Social Work de l'Université de Washington.
En plus d'enseigner, elle propose des séminaires payants sur le racisme, qui selon elle, est ancré dans les systèmes politiques et la culture des États-Unis (racisme systémique). En février 2017, elle était « directrice d'équité » pour l'organisation progressiste Sound Generations à Seattle, dans l'État de Washington. Elle est active comme « consultante, éducatrice et facilitatrice en justice raciale et sociale », animant des conférences et ateliers sur la diversité (en) rémunérés par différentes entreprises depuis la fin des années 1990. Dans un article de 2019 pour The New Yorker, le journaliste Kelefa Sanneh affirme que DiAngelo est « peut être l'experte en formation à la lutte contre les discriminations la plus visible du pays, une pratique qui est également une industrie, et de toute apparence une qui prospère ».

## Travaux

### Fragilité blanche
DiAngelo est connue pour son concept de « fragilité blanche », terme qu'elle invente dans un article de 2011 publié dans la revue International Journal of Critical Pedagogy (revue de pédagogie critique),,.
La définition de DiAngelo de la fragilité blanche est : « Un état dans lequel même un minimum de stress racial devient intolérable, déclenchant une série de mouvements défensifs. Ces mouvements comprennent l'extériorisation d'émotions comme la colère, la peur et la culpabilité, et de comportements comme l'argumentation, le silence et l'abandon de la situation induite par le stress. Ces comportements, à leur tour, servent à rétablir l'équilibre racial des Blancs. » Pour certains critiques, cette définition est un piège parce qu'elle rejette dans sa définition, dans une forme d'autoréférence, toute critique du concept. Ce phénomène découlerait selon DiAngelo du fait que les Blancs seraient isolés par la société de tout inconfort lié à leur couleur de peau, et ne seraient pas habituées à remettre celle-ci en question.
Elle développe le concept à la suite de certaines réactions qu'elle rencontre lors des ateliers sur la diversité qu'elle anime en entreprise. « Lorsque l'on essaie de parler ouvertement et honnêtement de race », écrit-elle, « on se retrouve souvent face à du silence, des postures défensives, de l'argumentation, des certitudes, et d'autres formes d'opposition ». Pour expliquer ce phénomène, elle utilise alors l'expression de « fragilité blanche ».
À partir de 2016, DiAngelo anime régulièrement des ateliers-conférences sur le sujet pour le compte de la ville de Seattle aux États-Unis,.
En juin 2018, DiAngelo publie l'essai consacré au concept White Fragility: Why It's So Hard for White People to Talk About Racism (« Fragilité blanche : Pourquoi il est si difficile pour les Blancs de parler du racisme »). Selon la préface de Maxime Cervulle dans la traduction française de l'ouvrage, ce dernier tient moins de la littérature scientifique que du « guide de pratiques d’éducation antiracistes dans une société structurellement raciste ». En 2019, le livre est inclus dans la liste des Best-seller du New York Times.
Selon DiAngelo, les écoles et les médias aux États-Unis ne cessent de véhiculer des « images de suprématie et de supériorité blanche », et sa vision racisme blanc serait presque épidémiologique. Dans un entretien au quotidien The Guardian, elle déclare : « Le racisme est un problème blanc. Il a été construit et créé par des Blancs et la responsabilité ultime incombe aux Blancs. » Dans son livre, elle écrit que « l'identité blanche est intrinsèquement raciste » et qu'elle « s'efforce d'être 'moins blanche' ».
Le livre est adressé majoritairement aux personnes blanches, et les critiques les plus dures sont réservées aux Blanches et Blancs progressistes (comme elle). Ceux-ci seraient « ceux qui causent le plus de dégâts au quotidien aux gens de couleurs », en raison de leur refus d'avouer leur participation au système raciste et de la trop grande énergie qu'ils mettraient à prouver à tout le monde qu'ils ont atteint un certain niveau de non-racisme.
Le concept de « fragilité blanche » a gagné beaucoup d'importance dans les cercles universitaires et progressistes au cours des dernières années.

#### Réception

##### Chiffres de vente
Le livre devient un best-seller du New York Times et le reste pendant plus d'une année. En juin 2020, lors des manifestations et émeutes à la suite de la mort de George Floyd, le livre atteint la première place de la liste du New York Times. Il est à la fois applaudi et l'objet de critiques nourries, le livre étant notamment qualifié « d'anti-intellectuel, hypocrite, non scientifique et raciste »,.

##### Critique
Pour Katy Waldman, journaliste au New Yorker, le livre serait plus orienté vers le diagnostic que les solutions et sa valeur résiderait dans son « exposition méthodique et irréfutable du racisme dans la pensée et l'action, et dans son appel à l'humilité et à la vigilance ».
Le journaliste de l'hebdomadaire Marianne Hadrien Mathoux écrit que ce livre « a été abondamment critiqué pour son insigne faiblesse conceptuelle. Carlos Lozada, critique pour le “Washington Post”, note que le concept phare de l'ouvrage, bâti sur un raisonnement circulaire, s'avère fallacieux : “Soit les personnes blanches admettent qu'elles sont intrinsèquement et éternellement racistes, et font serment de travailler sur leur fragilité blanche, auquel cas les estimations de DiAngelo sont correctes ; ou bien elles résistent à de telles catégorisations, ou contestent l'interprétation d'un incident particulier, auquel cas elles ne font que prouver que DiAngelo a raison”. ».
Dans la Los Angeles Review of Books (en), David Roediger (en) émet une critique très positive du livre, louant « l'esprit vif, la longue expérience et le profond engagement » de DiAngelo, affirmant que le livre est « d'une honnêteté peu commune au sujet de la durée et l'étendue des injustices enracinées, et provocateur en ce qui concerne le rôle particulièrement destructeur des progressistes blancs lors des tournants critiques ». Il conclut en disant que le livre se lit plutôt comme « un ensemble de preuves de ce dans quoi nous sommes englués qu'un guide sur comment faire »,.
Le magazine Publishers Weekly qualifie l'ouvrage de « livre réfléchi, instructif et exhaustif sur la lutte contre le racisme [..] impressionnant dans sa portée et sa complexité »,. Le New Statesman le décrit comme « un guide lucide, méthode visant à aider les lecteurs à 'naviguer les eaux raciales troubles de la vie quotidienne', mais qui n'aborde pas de solutions concrètes ». Le but fondamental de DiAngelo « ne serait pas de créer de la culpabilité chez ses lecteurs pour leur identité blanche, mais plutôt de les amener à comprendre qu'il n'y aura pas de changement s'ils sont juste 'très gentils...sourient aux personnes de couleur...vont déjeuner avec eux à l'occasion ».
Pour Nosheen Iqbal, journaliste éditorialiste de The Guardian, le livre de DiAngelo est un « énoncé radical dans une période où le débat est si polarisé »,. Kenan Malik (en), également journaliste au Guardian, affirme au contraire que le livre constitue un « psychoverbiage » qui déplace de manière contre-productive le débat du changement structurel vers les biais individuels, laissant ainsi les vraies problématiques intactes.
Selon le professeur Eddy Ng, professeur d'économie et d'administration des affaires à l'Université Dalhousie, la « fragilité blanche » n'est pas un phénomène spécifique aux blancs. Le « refus d'un privilège » existe également dans d'autres sociétés et peut être généralisé à d'autres groupes ethniques possédant des privilèges.
Pour Jesse Lile, éducateur et thérapeute relationnel, le concept de fragilité blanche est intrinsèquement raciste car il est basé uniquement sur la couleur de la peau. Selon lui, le concept de fragilité blanche utilise un mécanisme de manipulation psychologique appelé double contrainte, composé d'une première injonction négative (« tous les blancs sont racistes »), d'une injonction secondaire qui annule la première à un niveau plus général (« si vous vous en défendez c'est de la fragilité blanche »), et d'une injonction tertiaire négative qui empêche la victime d'échapper à la situation (« si vous ne vous en défendez pas c'est donc que vous êtes bien racistes »).

L'économiste et journaliste Jonathan Church a publié de nombreux articles dans lesquels il estime que la thèse de DiAngelo sur la « fragilité blanche » est une erreur de réification (le fait de considérer une idée abstraite comme une chose concrète) justifiée par des travaux scientifiques, voire pseudoscientifiques erronés,,,,. Church écrit :

« Non seulement son postulat fondamental de partialité implicite est-il douteux, mais la méthodologie de recherche qui sous-tend ses nombreuses affirmations concernant les implications de l'analphabétisme racial et de la fragilité blanche est également douteuse. La thèse de Di Angelo confond objectivité et neutralité ; elle rejette l'objectivité comme un obstacle idéologique à la connaissance ("il n'y a pas de réalité objective et neutre") ; elle s'appuie sur des observations anecdotiques ; son travail souffre d'une absence complète de tests rigoureux de ses hypothèses et de mesures quantitatives ; et elle ignore allègrement le principe de la réfutabilité, qui distingue la science de la pseudoscience. »

Pour Church, « la « fragilité blanche » devient un dispositif orwellien pour rejeter les objections des Blancs de la même manière que « bourgeois » était une arme sémantique pour rejeter les objections des « capitalistes » à la doctrine communiste ». Il écrit que le type de pensée développée par DiAngelo « a tendance à transformer l'éducation en endoctrinement » et « l'activisme progressiste n'est pas du tout une question de justice sociale, mais d'intolérance idéologique et de conformité, guidé par des programmes qui rappellent la pensée et l'activisme marxistes ».
Paul Maxwell, un blogueur chrétien évangélique américain titulaire d'un doctorat en théologie, assimile le concept de fragilité blanche aux théories de Mein Kampf : « La politique identitaire nous a conduit à l'Holocauste [et mis] dans une position éthique qui rend coupable une seule ethnie pour les maux d'une autre », écrit-il.
Kelefa Sanneh (en), journaliste au New Yorker et ex-éditeur de la revue d'idées de la diaspora africaine Transition Magazine (en), critique le concept de fragilité blanche. Il soutient qu'en utilisant le concept de « personnes de couleur », DiAngelo « réduit l'humanité entière à deux catégories : les blancs et les autres » et qu'elle présente les personnes de couleur comme des « sages, qui disent des vérités que les blancs doivent chérir, et non pas contester ». Sanneh critique également la tendance de DiAngelo aurait d'être « infiniment déférente - pour elle, le racisme est fondamentalement ce que toute personne de couleur pense qu'il est ».
Revenant sur les commentaires de Kelefa Sanneh, Lauren Michele Jackson (en), professeure d'anglais et d'études afro-américaines à l'université Northwestern, considère comme une force le fait que DiAngelo aborde des griefs qui peuvent sembler absurdes. Pour elle, l'étiquette n'est jamais hors sujet, et comme l'affirme DiAngelo, ni Fragilité Blanche ni ses ateliers de formation à la diversité ne visent à convertir les personnes se complaisant dans le racisme. Au contraire, DiAngelo s'adresse plutôt aux personnes bien-intentionnées dont les gaffes banales rendent quotidien le stress racial. Toutefois, Jackson se dit troublée par le manque de chercheurs cités, déplorant le manque de références aux études afro-américaines.
Jonathan Haidt, psychologue social et professeur d'éthique à la Stern School of Business de l'université de New York, décrit les travaux de DiAngelo comme une « vision du monde paranoïaque qui sépare les gens les uns des autres et les envoie vers l'aliénation, l'anxiété et l'impuissance intellectuelle ». Selon lui, la nature même de la fragilité blanche, sa nature réductrice, est un argument anti-intellectuel et anti-libre discours, qui remplace la dialectique par une idéologie « si vous dites que vous n'en souffrez pas, cela prouve que vous en souffrez ».
Dans son livre Diversity, Inc: The Failed Promise of a Billion-Dollar Business, Pamela Newkirk, professeure de journalisme à l'université de New York, critique l'industrie de la diversité aux États-Unis, et notamment les formations à la diversité (en) du type que donne DiAngelo. Citant de nombreuses études académiques, Newkirk argumente que de telles formations, qui viseraient avant tout à éviter aux entreprises de coûteuses poursuites en justice pour discrimination, n'obtiennent pas de résultats. Elle affirme que cet échec est dû à une approche individualiste et restreinte à certaines institutions, plutôt qu'à un travail sur le plan sociétal sur l'histoire des discriminations et des violences raciales. J.C. Pan, journaliste à la New Republic, critique à la fois l'approche de DiAngelo et celle de Newkirk, affirmant que les deux sont basées uniquement sur la prise de conscience, et ne s'attaquent pas au problème des inégalités économiques qui affectent de manière disproportionnée les minorités ethniques.
Thomas Chatterton Williams et Marc Weitzmann critiquent les préjugés essentialistes des théories de Robin Diangelo qui renforcent, selon eux, une « panique identitaire » illibérale (tant à droite qu'à gauche) face au métissage.

### Racisme inversé
Selon Robin DiAngelo, la définition de racisme est celle d'un système de pouvoir institutionnel inégal. En cela, elle invente sa propre définition du racisme. Selon DiAngelo, tout le monde a des préjugés raciaux et ceci est tout aussi condamnable, mais cette forme de discrimination n'est pas assortie d'un privilège systémique.

### Racisme systémique et suprémacisme blanc
DiAngelo réfute la définition du racisme comme « un individu qui méprise les gens en fonction de leur race, et qui est volontairement méchant avec eux ». Selon elle, une définition aussi simple permet en fait d’exempter à peu près tous les Blancs, et qu'il faut parler de racisme systémique, qu'elle définit comme le soutien des préjugés collectifs d’un groupe par l’autorité légale et par les institutions. Comme analogie avec le racisme systémique qui serait exercé par les Blancs sur les minorités raciales, DiAngelo mentionne l'introduction du vote des femmes dans les pays occidentaux au cours du XXe siècle. Elle affirme que si tant les hommes que les femmes avaient des préjugés sur l'autre sexe, les femmes ne pouvaient pas priver les hommes du droit de vote, pour des raisons qui tiennent au pouvoir institutionnel : en France avant 1944 les femmes ne pouvaient pas priver les hommes du droit de vote, car institutionnellement elles n'avaient pas le droit civique de voter. Les citoyens étaient de manière systémique les hommes et une grande partie des femmes adhéraient à cette norme. Par analogie, le « racisme systémique » selon Robin d'Angelo pourrait être assimilé à une forme d'aliénation, dans le sens marxiste du terme.
La définition du suprémacisme blanc par DiAngelo diffère également de la définition communément admise. Selon DiAngelo, le terme de suprématie blanche désigne le « système politique, économique et social global de domination ».

## Carrière de conférencière et de coach
Depuis le succès de son livre (qui lui a déjà fait gagner plusieurs millions d'euros), DiAngelo a commencé deux lucratives carrières de conférencière et de coach. Ses émoluments sont en effet conséquents : elle obtient plusieurs dizaines de milliers de dollars pour des conférences de moins d'une heure et jusqu'à 40 000 dollars pour des évènements de plusieurs heures. Faisant plusieurs conférences et évènements de ce genre dans un mois, il a été estimé que DiAngelo pourrait gagner plusieurs millions de dollars par an,. Elle intervient directement auprès de petits groupes de cadres, évitant ainsi la confrontation avec un public large, ce qui limite son risque de faire face à des critiques. 
Si la plupart de ses clients sont des entreprises, DiAngelo fait aussi chèrement payer ses interventions par des universités,. L'une de ces rétributions (par l'université du Wisconsin) a d'ailleurs fait scandale, car DiAngelo a été bien plus largement rémunérée qu'une autre conférencière. Or celle-ci était noire, ce qui contraste ironiquement avec l'engagement officiel de DiAngelo contre le « privilège blanc ». 

## Accusations de plagiat
Fin août 2024, DiAngelo est accusée d'avoir copié le travail d'une dizaine d'autres auteurs (dont certains issus de minorités ethniques) sur des pages entières de sa thèse doctorale,. A la mi-septembre, la plainte est rejetée par l'Université de Washington, dans une procédure dénoncée comme étant opaque et laxiste,. 

## Publications
- (en) R. DiAngelo, What Does it Mean to be White? : Developing White Racial Literacy [« Qu'est-ce que cela signifie que d'être Blanc ? Développer sa compréhension de la race »], New York, Peter Lang, coll. « Counterpoints », 2012, 318 p. (ISBN 978-1-4331-1116-7).
- (en) R. DiAngelo, White Fragility : Why It's So Hard for White People to Talk about Racism [« Fragilité Blanche: Pourquoi il est si difficile pour les Blancs de parler de racisme »], Beacon Press, 2018, 169 p. (ISBN 978-0-8070-4741-5, présentation en ligne) (édition française : Robin DiAngelo, Fragilité blanche : ce racisme que les blancs ne voient pas (trad. Bérengère Viennot), préfacé par Maxime Cervulle, Paris, Les Arènes, 2020).
- (en) O. Sensoy et R. DiAngelo, Is Everyone Really Equal? : An Introduction to Key Concepts in Social Justice Education, Second Edition [« Sommes-nous vraiment tous égaux ? Une introduction aux concepts clés dans l'éducation à la justice sociale »], Teachers College Press, coll. « Multicultural Education Series », 2017, 224 p. (ISBN 978-0-8077-5861-8, présentation en ligne).